# John McGovern (labdarúgó)
John Prescott McGovern (Montrose, 1949. október 28. –) skót labdarúgó, középpályás, edző.

## Pályafutása

### Klubcsapatban
1965 és 1968 között a Hartlepool United, 1968 és 1974 között a Derby County labdarúgója volt. A Derbyvel az 1971–72-es idényban angol bajnokságot nyert. 1974-ben a Leeds United, 1975 és 1982 között a Nottingham Forest játékosa volt. A Foresttel angol bajnok (1977–78) és kétszeres BEK-győztes (1978–79, 1979–80) volt. 1982 és 1985 között a Bolton Wanderers játékos-edzőjeként fejezte be az aktív játékot.

### A válogatottban
1972–73-ban két alkalommal szerepelt a skót U23-as válogatottban.

### Edzőként
1982 és 1985 között a Bolton Wanderers játékos-edzője, 1990–91-ben a Chorley, 1994 és 1996 között a Rotherham United, 1997–98-ban a Woking, 2000 és 2003 között az Ilkeston Town vezetőedzője volt.

## Sikerei, díjai
Hartlepool United
- Angol bajnokság – negyedosztály (Fourth Division)
  - 3. (feljutó): 1967–68

 Derby County
- Angol bajnokság (First Division)
  - bajnok: 1971–72
- Angol bajnokság – másodosztály (Second Division)
  - bajnok: 1969–69

 Liverpool FC
- Angol bajnokság
  - bajnok: 1972–73
- Angol kupa (FA Cup)
  - döntős: 1971
- UEFA-kupa
  - győztes: 1972–73

 Nottingham Forest
- Nottingham Forest – az év játékosa (1980)
- Angol bajnokság
  - bajnok: 1977–78
- Angol ligakupa
  - győztes (2): 1977–78, 1978–79
- Angol szuperkupa (FA Charity Shield)
  - győztes: 1978
- Bajnokcsapatok Európa-kupája (BEK)
  - győztes (2): 1978–79, 1979–80
- UEFA-szuperkupa
  - győztes: 1979
  - döntős: 1980
- Interkontinentális kupa
  - döntős: 1980

### Edzőként
Rotherham United
- Football League Trophy
  - győztes: 1996